# 상하이 샤크스
상하이 샤크스(Shanghai Sharks, 중국어 간체자: 上海久事大鲨鱼, 정체자: 上海久事大鯊魚, 병음: Shànghēi Jūshì Dàshāyú)는 상하이를 연고로 하는 중국 농구 협회 팀이다.
야오밍이 전미 농구 협회(NBA)에 입단하기 전 그를 발전시킨 클럽으로 중국 밖에서 가장 잘 알려져 있다. 야오밍이 팀에 합류하면서 샤크스는 3시즌 연속(1999–2000, 2000–01, 2001–02) 결승에 진출하여 매번 바이 로켓츠(Bayi Rockets)와 대결했다. 그들은 처음 2년 동안 준우승을 차지했지만 세 번째 시도에서 처음으로 CBA 챔피언십에서 우승하여 6회 연속 바이로켓츠 챔피언십을 달성했다.
팀은 2008-09 시즌에 심각한 재정적 문제에 직면했고, 불안정한 재정으로 인해 2009-10 시즌에 경쟁하지 못할 위험에 처했다. 2009년 7월 16일 중국 언론은 야오가 팀을 인수하기 위해 개입했다고 보도했다.
2021-22년 중국 농구 협회 시즌 동안 그들은 주요 연승을 달성한 후 중국 최고의 팀에 합류했다. 팀은 리춘장 감독의 지도를 받았다.
팀 자체는 NBA 팬들의 인터넷 밈이 되었다. 이 팀은 농담으로 게임이나 시리즈에서 성과가 저조한 플레이어(주로 유명 스타)를 위한 미래 착륙 지점으로 언급된다. 특히 플레이오프에서 말이다.